# استرتفورد اند

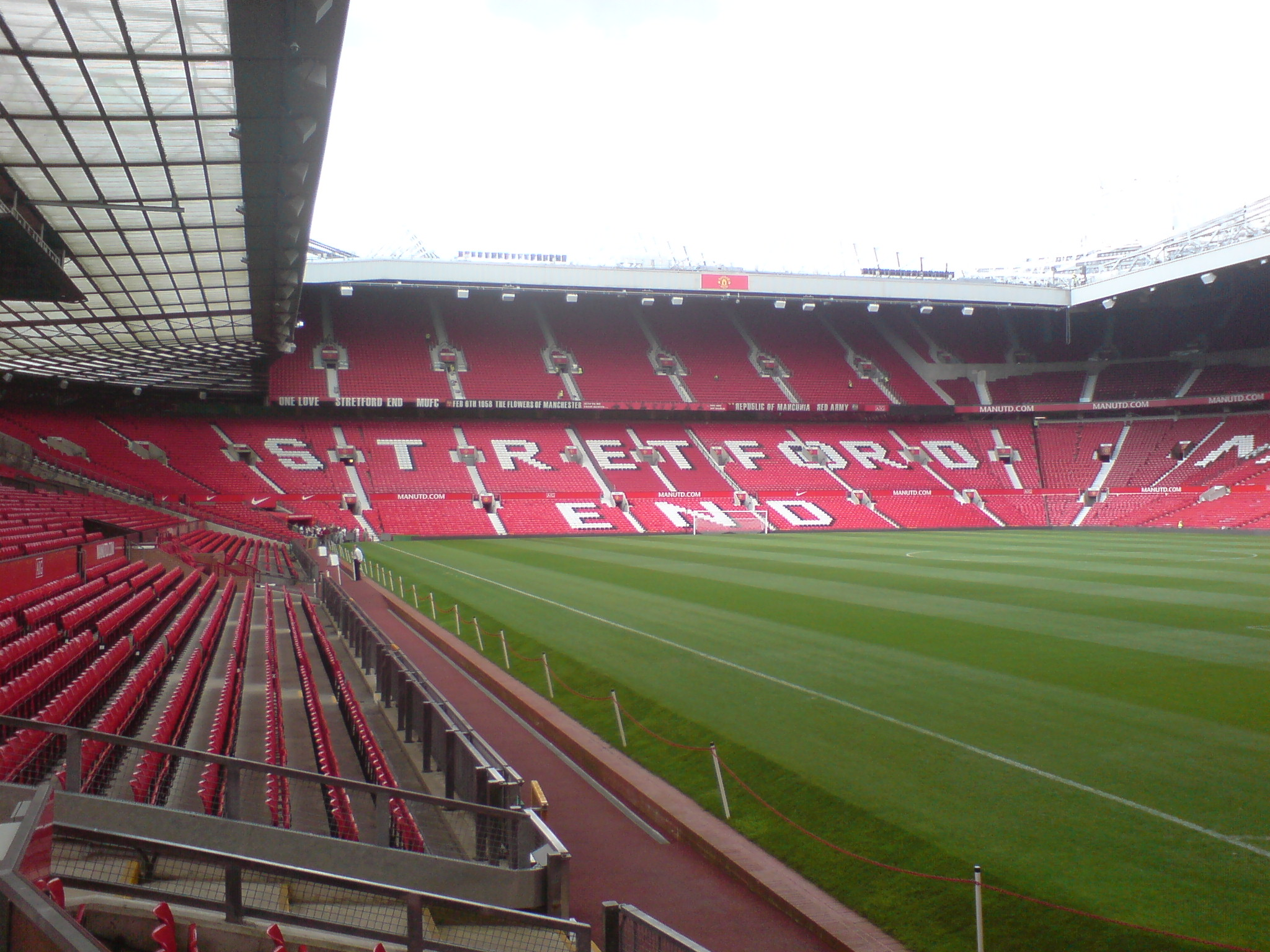

استرتفورد اند (به انگلیسی: Stretford End) به جایگاه غربی ورزشگاه الدترافورد گفته می‌شود. که نام رسمی آن وست استاند (به انگلیسی: West Stand) است.